# Kaple svatého Mikuláše (Vitry-le-François)
Kaple svatého Mikuláše (francouzsky Chapelle Saint-Nicolas de Vitry-le-François) je kaple ve francouzském městě Vitry-le-François, v části Bas Village. Tato čtvrť byla před založením města vesnicí převozníků. Kapli postavili v roce 1637 námořníci z obce a je zasvěcena jejich patronu, svatému Mikulášovi. Budova je hrázděná, pokrytá bukovými latěmi. Exteriér i interiér zdobí kotvy.
Stavba byla zapsána na seznam historických památek v roce 1935.